# Jan Klíma
Jan Klíma (* 8. prosince 1943 Vysoké Mýto) je český odborník na dějiny Portugalska, dějiny portugalsky mluvících zemí, dějiny Afriky a Latinské Ameriky.
Po maturitě absolvoval Pedagogický institut v Pardubicích (1960–1964, český jazyk – hudební výchova) a Filozofickou fakultu Univerzity Karlovy v Praze (1967-1972, historie – český jazyk a literatura). Na FF UK v Praze složil rigorózní zkoušku (1973, PhDr.), tamtéž se roku 2000 habilitoval v oboru obecných a světových dějin. Hovoří německy, anglicky, španělsky a portugalsky.

## Život
Jan Klíma učil na základních školách v Tatenicích a Luži, od roku 1972 na gymnáziu ve Vysokém Mýtě. Jako expert PZO Polytechna pracoval dva roky (1985–1986, 1987–1988) v Mosambiku ve funkci koordinátora vzdělávání a kvalifikace. V roce 1992 působil na velvyslanectví České a Slovenské federativní republiky v Luandě (Angola) na pozici prvního tajemníka a chargé d'affaires až do nucené evakuace úřadu.
Od roku 1993 vyučoval na Vysoké škole pedagogické v Hradci Králové, poté transformované na Univerzitu Hradec Králové, jako odborný asistent a docent světových dějin v Historickém ústavu a naposledy na Katedře politologie Filozofické fakulty UHK. Přednášel na univerzitách v Portugalsku a Španělsku, spolupracoval s Kapverdskou univerzitou Jeana Piageta.
Publikoval dlouhou řadu odborných i popularizačních článků v odborných časopisech i ve sbornících v češtině, angličtině, španělštině a portugalštině, zpracoval vysokoškolské učební texty. Tématům své specializace věnoval řadu knižních titulů.
V roce 1998 byl Jan Klíma členem týmu expedice Monoxylon II, kdy byly testovány za pomoci metod a technik experimentální archeologie možnosti pravěkého námořnictví. Účastníci expedice pod vedením docenta Radka Tichého z Univerzity Hradec Králové nejprve vytvořili člun monoxyl – za pomoci primitivních nástrojů, jejichž znalost je z neolitu doložena. Na něm obepluli část pobřeží jižní Evropy a celá expedice po stopách neolitických námořníků byla zakončena v Lisabonu. Tato výprava byla jediným českým zástupcem na zde právě probíhajícím Expu 1998.
Expedice Kapverdy v roce 2002, kterou podnikl Jan Klíma s geologem, docentem Janem Vítkem, vedla ke získání geologického materiálu i cenných historických dokumentů o kapverdských Sokolech. Úsilí započaté touto expedicí bylo završeno v roce 2015 odhalením pamětní desky ve městě Mindelo na ostrově São Vicente, připomínající činnost kapverdské sokolské organizace, která byla založena koncem roku 1932 po vzoru českého Sokola.

## Výběr z bibliografie
Knižní publikace k dějinám Portugalska
- Dějiny Portugalska. Praha: Nakladatelství Lidové noviny (ediční řada Dějiny států), 1. vyd. 1996, 2. rozšířené vyd. 2007, 3. vyd. 2023, ISBN 978-80-7422-909-1
- Dějiny Portugalska v datech. Praha: Libri, 2007, ISBN 978-80-7277-166-0
- Madeira. Praha: Libri (ediční řada Stručná historie států), 2011, ISBN 978-80-7277-497-5
- Dějiny Azorských ostrovů a Madeiry. Praha: Nakladatelství Lidové noviny (Dějiny států), 2020, ISBN 978-80-7422-756-1
- Salazar, tichý diktátor. Praha: Aleš Skřivan ml., 2005, ISBN 80-86493-15-6
- Dekolonizace portugalské koloniální říše. Historická motivace – Specifika – Průběh. Hradec Králové: Gaudeamus, 2000, ISBN 80-7041-256-9
- Zámořské objevy. Vasco da Gama a jeho svět. Praha: Libri, 2006, ISBN 80-7277-326-7 (cena Klubu autorů literatury faktu)
- Poslední koloniální válka. Praha: Libri, 2001, ISBN 80-7277-033-0

Knižní publikace k dějinám lusofonních zemí
- Angola. Praha: Libri (ediční řada Stručná historie států), 2003, ISBN 80-7277-155-8
- Dějiny Angoly. Praha: Nakladatelství Lidové noviny (Dějiny států), 1. vyd. 2008, 2. rozšířené vyd. 2019, ISBN 978-80-7422-721-9
- Mosambik. Praha : Libri (Stručná historie států), 2007, ISBN 978-80-7277-343-5
- Dějiny Mosambiku. Praha: Nakladatelství Lidové noviny (Dějiny států),1. vyd. 2010, 2. rozšířené vyd. 2023, ISBN 978-80-7422-941-1
- Guinea-Bissau. Praha: Libri (Stručná historie států), 2006, ISBN 80-7277-329-1
- Dějiny Guineje-Bissau. Praha: Nakladatelství Lidové noviny (Dějiny států), 2015, ISBN 978-80-7422-376-1
- Kapverdské ostrovy. Svatý Tomáš a Princův ostrov. Praha: Libri (Stručná historie států), 2008, ISBN 978-80-7277-380-0
- Dějiny Kapverdských ostrovů, Svatého Tomáše a Princova ostrova. Praha: Nakladatelství Lidové noviny (Dějiny států), 1. vyd. 2014, 2. rozšířené vyd. 2017, ISBN 978-80-7422-558-1
- Kapverdští sokolové. Česká inspirace v dějinách atlantského souostroví. Sokols de Cabo Verde. A inspiração checa na história do arquipélago atlântico (dvojjazyčně). Hradec Králové-Ústí nad Orlicí: Oftis, 2016, ISBN 978-80-7405-399-3
- Květy ostrovní Sahary. Kapverdská literatura. Praha: Scriptorium, 2019, ISBN 978-80-88013-91-4
- Východní Timor. Praha: Libri (Stručná historie států), 2003, ISBN 80-7277-203-1
- Macao. Praha: Libri (Stručná historie států), 2012, ISBN 978-80-7277-466-1
- Portugalská Indie. Praha: Libri (Stručná historie států), 2010, ISBN 978-80-7277-475-3

Knižní publikace k dějinám Afriky a kolonialismu
- Dějiny Afriky. Vývoj kontinentu, regionů a států. Praha: Nakladatelství Lidové noviny, 2012, ISBN 978-80-7422-189-7
- Namibie. Praha: Libri (Stručná historie států), 2009, ISBN 978-80-7277-439-5
- Dějiny Namibie. Praha: Nakladatelství Lidové noviny (Dějiny států), 2015, ISBN 978-80-7422-375-4
- Dějiny španělské Afriky a Rovníkové Guineje. Praha: Nakladatelství Lidové noviny, 2017, ISBN 978-80-7422-616-8
- Pod německou vlajkou. Příběh jedné koloniální říše. Praha: Libri, 2005, ISBN 80-7277-282-1
- Afrika ve vichru svobody. Praha: Nakladatelství Lidové noviny, 2021, ISBN 978-80-7422-796-7
- Nad Angolou zataženo. Praha: Nakladatelství Lidové noviny, 2022, ISBN 978-80-7422-867-4

Knižní publikace k dějinám Latinské Ameriky
- Dějiny Latinské Ameriky. Vývoj oblasti, regionů a států. Praha: Nakladatelství Lidové noviny, 2015, ISBN 978-80-7422-368-6
- Dějiny Brazílie. Praha: Nakladatelství Lidové noviny (Dějiny států), 1. vyd. 1998, 2. rozšířené vyd. 2011, ISBN 978-80-7422-107-1
- Brazílie. Praha: Libri (Stručná historie států), 2003, ISBN 80-7277-176-0
- Simón Bolívar. Praha: Panorama, 1983, 11-097-83 (překlad do polštiny - Śląsk, Katowice 1988)
- Zrození Latinské Ameriky. Simón Bolívar a jeho doba. Praha: Libri, 2007, ISBN 978-80-7277-270-4
- Předchůdci latinskoamerické svobody. Tiradentes, Hidalgo, Artigas. Praha: Scriptorium, 2016, ISBN 978-80-88013-34-1

Cestopisy
- Kam dohlédnu z Vumby. Praha: Panorama, 1990, ISBN 80-7038-090-X
- Kapverdy znovu objevené (s Janem Vítkem). Hradec Králové: Paradise Studio, 2002, ISBN 80-238-9364-5